# Муханов, Пётр Александрович
Пётр Алекса́ндрович Муха́нов (1799 — 12 [24] февраля 1854, Иркутск) — русский литератор, историк, декабрист, штабс-капитан лейб-гвардии Измайловского полка. Младший брат историка П. А. Муханова.

## Биография
Родился 7 (18) января 1799 года. Происходил из дворянского семейства Мухановых Могилёвской губернии: сын Александра Ильича Муханова и Натальи Александровны, дочери сенатора А. А. Саблукова. Дед его отца, контр-адмирал И. К. Муханов, был шафером при венчании Петра I и Екатерины I. Брат отца, обер-шталмейстер С. И. Муханов, имел влияние при дворе императрицы Марии Фёдоровны.
Воспитывался дома гувернёром Лардийоном и профессорами духовной академии Орловским и Сперанским, затем учился в Московском университете и в Московском учебном заведении для колонновожатых, куда поступил 18 июня 1815 года. Был выпущен из него 30 августа 1816 года в прапорщики квартирмейстерской части, 6 мая 1818 года получил чин подпоручика, 27 марта 1819 года переведён во 2-й пионерный батальон, а уже 14 октября того же года за отличие был переведён в лейб-гвардии Сапёрный батальон. С 9 марта 1821 года — в лейб-гвардии Измайловском полку, с 1 января 1822 года в чине поручика. С 15 апреля 1823 года — адъютант Н. Н. Раевского; 1 января 1824 года — штабс-капитан с оставлением адъютантом. Был возвращён во фронт 22 мая 1825 года, с 14 октября 1825 года находился в отпуске.
В 1818 году вступил в Союз благоденствия. Знал о существовании Южного и Северного обществ (членство ни в одном из них не доказано). Участвовал в совещаниях в Москве после восстания на Сенатской площади на квартирах М. Ф. Орлова и М. Ф. Митькова, где обсуждались планы поддержки петербургских товарищей. Муханов заявил о своей готовности отправиться в Петербург для убийства Николая I и освобождения из Петропавловской крепости арестованных декабристов.
6 января 1826 года вышел приказ о его аресте; 9 января арестован в Москве; доставлен в Петербург 11 января и в тот же день помещён в Петропавловскую крепость.
«Вызов» на цареубийство явился в ходе следствия главным пунктом обвинения Муханова; он был осуждён по IV разряду и по конфирмации 10 июля 1826 года приговорён к каторжным работам на 12 лет; 22 августа срок сокращён до 8 лет. Сначала, 23 октября 1826 года, был отправлен в Свеаборг, оттуда в Выборгскую крепость; 8 октября 1827 года отправлен в Сибирь (по дороге был завезён в Шлиссельбургскую крепость). Наказание отбывал в Читинском остроге, а с сентября 1830 года — в Петровском Заводе .
В ноябре 1832 года освобождён от каторжной работы и обращён на поселение, местом которого по выбору генерал-губернатора Восточной Сибири А. С. Лавинского назначен Братский острог Нижнеудинского округа Иркутской губернии. Занимался исследованием реки Ангары, в том числе знаменитых Падунских порогов. Его гидрологические выкладки были использованы в 1950—1960-х годах строителями Братской ГЭС.
31 августа 1833 года Муханов обратился с просьбой к иркутскому гражданскому губернатору И. Б. Цейдлеру о получении разрешения на брак с княжной Варварой Михайловной Шаховской (1792—1836) одной из дочерей князя М. А. Шаховского; 6 ноября 1833 года А. Х. Бенкендорфом через предписание генерал-губернатора А. С. Лавинского в браке было отказано, так как «Муханов по правилам греко-российской церкви через родство его с княжной Шаховской не может на ней жениться». Брат Варвары Михайловны — В. М. Шаховской был мужем Елизаветы Александровны Мухановой (1803—1836), сестры Петра Александровича. Варвара Михайловна приехала вслед за женихом в ссылку со своими сёстрами Екатериной и Прасковьей, женой декабриста А. Н. Муравьёва. При повторном прошении о браке на имя нового генерал-губернатора Восточной Сибири С. Б. Броневского Муханову вручили предписание прекратить со своей бывшей невестой даже официальные письменные сношения. По сведениям жандармерии, через неё шла значительная часть секретной переписки декабристов. Однако осенью 1834 года И. Б. Цейдлер задержал письма из Тобольска княжны В. М. Шаховской и П. М. Муравьёвой, адресованные Муханову, спрятанные в посылке с семенами под двойным дном. А. Х. Бенкендорф потребовал объяснений, на что Муравьёв писал, что это всё из-за излишней «женской мечтательности». Шаховской и Муравьёвой пришлось писать объяснительные письма с извинениями. В 1836 году обе сестры, Варвара и Прасковья, умерли от туберкулёза, и в первую годовщину со дня их смерти Муханов написал стихи: «На могиле новой…».
19 ноября 1841 года, после неоднократных просьб матери Муханова, ему разрешено перевестись на поселение в село Усть-Куда Иркутского округа, куда он прибыл в апреле 1842 года. Получал разрешение отправиться для лечения в Иркутск, а в 1848 году — на Туркинские минеральные воды. Умер 12 (24) февраля 1854 года в Иркутске, где находился на лечении. Похоронен в Знаменском монастыре.

## Творчество

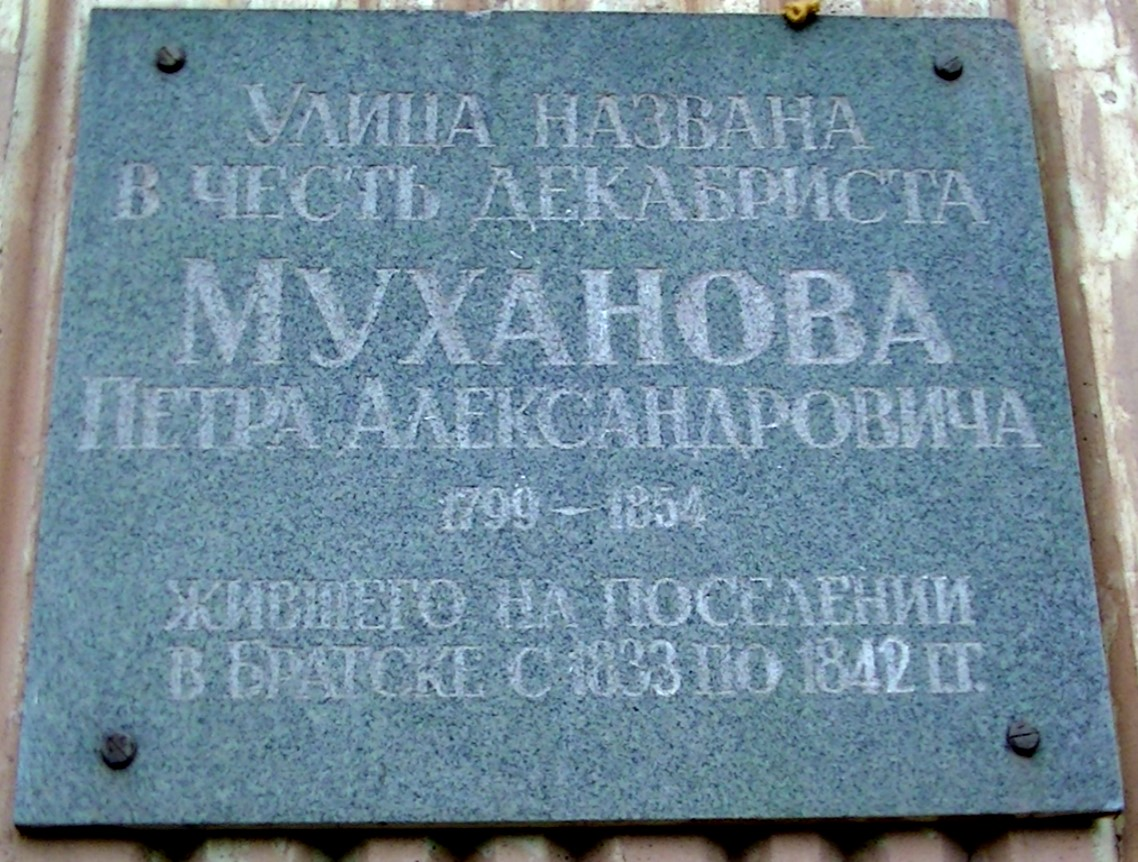
Мемориальная доска в Братске

В 1822 году вместе с П. Н. Араповым составил либретто к опере Алябьева «Лунная ночь, или Домовые». Его статьи печатались в «Сыне отечества», «Северном архиве», «Московском телеграфе», в альманахе М. П. Погодина «Урания» помещён его очерк из московской жизни «Светлая неделя в Москве». Был близок с К. Ф. Рылеевым, посвятившим ему свою думу «Ермак», и с А. С. Грибоедовым, которого поощрял и напутствовал в его увлечении русской историей.
Кавказской службой были навеяны путевые очерки Муханова «Красный мост», «Елисаветпольская долина», «Взятие Ганжи», а также повесть «Ули».